# Incidente ferroviario di Robilante
L'incidente ferroviario di Robilante avvenne la mattina del 24 maggio del 1985 nel tratto di linea, in comune di Robilante (Provincia di Cuneo) tra le stazioni di Robilante e Vernante della ferrovia a binario unico Cuneo-Ventimiglia; coinvolse due treni, uno in servizio passeggeri e uno straordinario in corsa di prova, che si scontrarono frontalmente.

## Dinamica dell'incidente
La mattina del 24 maggio del 1985 l'automotrice FS ALn 663.1165 effettuò una corsa di prova tra Savigliano e Limone Piemonte per testare un nuovo cambio automatizzato realizzato in collaborazione tra Fiat Ferroviaria ed Elettromeccanica Parizzi. L'automotrice arrivò nella stazione di Robilante con venti minuti di ritardo rispetto alla tabella di marcia. Infatti a quell'ora (circa le 10 e 25) avrebbe dovuto trovarsi già nella stazione successiva, Vernante, che si trova sei chilometri più avanti in direzione Ventimiglia.
Il conducente dell'automotrice non rispettando gli ordini della sua tabella di marcia che prevedeva la fermata nella stazione di Robilante per lasciare il passo al locale 12206 proveniente da Ventimiglia effettuato dalla ALn 663.1159, continuò la corsa. Gli addetti della stazione si accorsero dell'errore e il vice capostazione Piero Giordano si lanciò all'inseguimento del treno a bordo della propria autovettura; data la vicinanza della strada con la linea ferroviaria sperava di attirare l'attenzione dell'automotrice suonando il clacson.
Fu del tutto inutile perché i due treni, anche a causa della tortuosità della linea che impedì loro di vedersi in tempo, si scontrarono frontalmente alle 10 e 26 del mattino; nell'incidente perirono 4 persone (una quinta, entrata in coma, morì alcune settimane dopo) e circa 50 rimasero ferite. La causa dell'incidente fu attribuita a errore umano.
Nel 1987 furono rinviate a giudizio cinque persone (il macchinista e il capotreno dell'automotrice proveniente da Savigliano e tre addetti della stazione di Robilante) con le accuse di omicidio colposo plurimo e disastro colposo. Il tribunale di Cuneo condannò due anni dopo il macchinista e il capotreno, pena confermata dalla Corte d'Appello di Torino nel 1991; le Ferrovie dello Stato pagarono quasi 900 milioni di lire di risarcimenti.

## Persone decedute
Fra gli occupanti del treno locale 12206 perirono:
- Mario Nebbiolo, 48 anni, di Cuneo (macchinista);
- Attilio Bertaina, 36 anni, di Vernante (capotreno).

Fra gli occupanti dell'automotrice in prova:
- Vittorugo Basurini 38 anni di Bergamo, tecnico della Elettromeccanica Parizzi;
- Biagio Ferrari 30 anni di Avezzano aiuto macchinista;
- Alessandro Vacchetti 29 anni di Torino ingegnere collaudatore